# Kuurne-Bruxelles-Kuurne 2011
La 64e édition de la course cycliste belge Kuurne-Bruxelles-Kuurne a lieu le 27 février 2011.

## Classement final
|    | Coureur              | Pays        | Équipe                             |    | Temps           |
| -- | -------------------- | ----------- | ---------------------------------- | -- | --------------- |
| 1  | Christopher Sutton   | Australie   | Team Sky                           | en | 4 h 39 min 39 s |
| 2  | Yauheni Hutarovich   | Biélorussie | FDJ                                | +  | m.t             |
| 3  | André Greipel        | Allemagne   | Omega Pharma-Lotto                 |    | m.t             |
| 4  | Tyler Farrar         | États-Unis  | Garmin-Cervélo                     |    | m.t             |
| 5  | Jonas Van Genechten  | Belgique    | Wallonie Bruxelles-Crédit agricole |    | m.t             |
| 6  | Sébastien Chavanel   | France      | Europcar                           |    | m.t             |
| 7  | Anthony Ravard       | France      | AG2R La Mondiale                   |    | m.t             |
| 8  | Edvald Boasson Hagen | Norvège     | Team Sky                           |    | m.t             |
| 9  | Adrien Petit         | France      | Cofidis                            |    | m.t             |
| 10 | Kristof Goddaert     | Belgique    | AG2R La Mondiale                   |    | m.t             |